# Trophée des champions de l'ICC de 2004
Navigation
2002 2006
L'ICC Champions Trophy de 2004 fut la quatrième édition de l'ICC Champions Trophy, qui est une compétition internationale de cricket. Elle s'est jouée du 10 au 25 septembre 2004 en Angleterre. Les 12 équipes engagées disputèrent un total de 15 matchs. Le tournoi a été remporté pour la première fois par les Indes occidentales, qui ont battu l'Angleterre en finale.

## Équipes participantes
| Nations test - Afrique du Sud - Angleterre - Australie - Bangladesh - Inde - Indes occidentales - Nouvelle-Zélande - Pakistan - Sri Lanka - Zimbabwe | Autres équipes - États-Unis - Kenya |

## Déroulement

### Poules
Les douze équipes furent réparties en quatre poules de trois. La première équipe de chaque poule fut qualifiée pour les demi-finales de la compétition.
| Équipe                                                                    | Pts | J | V | T | D | NR | NRR    |
| ------------------------------------------------------------------------- | --- | - | - | - | - | -- | ------ |
| Australie                                                                 | 4   | 3 | 2 | 0 | 0 | 0  | 3.237  |
| Nouvelle-Zélande                                                          | 2   | 3 | 1 | 0 | 1 | 0  | 1.603  |
| États-Unis                                                                | 0   | 3 | 0 | 0 | 2 | 0  | -5.121 |
| Légende : Points - Victoires - Ties - Défaites - No Result - Net Run Rate |     |   |   |   |   |    |        |

| Équipe                                                                    | Pts | J | V | T | D | NR | NRR    |
| ------------------------------------------------------------------------- | --- | - | - | - | - | -- | ------ |
| Indes occidentales                                                        | 4   | 3 | 2 | 0 | 0 | 0  | 1.471  |
| Afrique du Sud                                                            | 2   | 3 | 1 | 0 | 1 | 0  | 1.552  |
| Bangladesh                                                                | 0   | 3 | 0 | 0 | 2 | 0  | -3.111 |
| Légende : Points - Victoires - Ties - Défaites - No Result - Net Run Rate |     |   |   |   |   |    |        |

| Équipe                                                                    | Pts | J | V | T | D | NR | NRR    |
| ------------------------------------------------------------------------- | --- | - | - | - | - | -- | ------ |
| Pakistan                                                                  | 4   | 3 | 2 | 0 | 0 | 0  | 1.413  |
| Inde                                                                      | 2   | 3 | 1 | 0 | 1 | 0  | 0.944  |
| Kenya                                                                     | 0   | 3 | 0 | 0 | 2 | 0  | -2.747 |
| Légende : Points - Victoires - Ties - Défaites - No Result - Net Run Rate |     |   |   |   |   |    |        |

| Équipe                                                                    | Pts | J | V | T | D | NR | NRR    |
| ------------------------------------------------------------------------- | --- | - | - | - | - | -- | ------ |
| Angleterre                                                                | 4   | 3 | 2 | 0 | 0 | 0  | 2.716  |
| Sri Lanka                                                                 | 2   | 3 | 1 | 0 | 1 | 0  | -0.252 |
| Zimbabwe                                                                  | 0   | 3 | 0 | 0 | 2 | 0  | -1.885 |
| Légende : Points - Victoires - Ties - Défaites - No Result - Net Run Rate |     |   |   |   |   |    |        |

### Tableau final
|  | Demi-finales               | Demi-finales              |            |     | Finale                 | Finale                 |
|  | Demi-finales               | Demi-finales              |            |     | Finale                 | Finale                 |
|  |                            |                           |            |     |                        |                        |
|  | 21 septembre - Birmingham  | 21 septembre - Birmingham |            |     | 25 septembre - Londres | 25 septembre - Londres |
|  | 21 septembre - Birmingham  | 21 septembre - Birmingham |            |     | 25 septembre - Londres | 25 septembre - Londres |
|  | Australie                  | 259/9                     |            |     | 25 septembre - Londres | 25 septembre - Londres |
|  | Australie                  | 259/9                     |            |     | 25 septembre - Londres | 25 septembre - Londres |
|  | Angleterre                 | 262/4                     |            |     | 25 septembre - Londres | 25 septembre - Londres |
|  | Angleterre                 | 262/4                     | Angleterre | 217 |                        |                        |
|  | 22 septembre - Southampton |                           | Angleterre | 217 |                        |                        |
|  |                            | Indes occidentales        | 218/8      |     |                        |                        |
|  | Pakistan                   | Indes occidentales        | 218/8      | 131 |                        |                        |
|  | Pakistan                   |                           |            | 131 |                        |                        |
|  | Indes occidentales         | 132/3                     |            |     |                        |                        |
|  | Indes occidentales         | 132/3                     |            |     |                        |                        |